# Культурная Посадка
Культу́рная Поса́дка — посёлок в Глазуновском районе Орловской области России. Входит в состав Краснослободского сельского поселения.

## География
Посёлок находится на расстоянии 5 км к востоку от посёлка городского типа Глазуновка, административного центра района, и 58 км к юго-востоку от города Орёл, административного центра области.

### Часовой пояс
Посёлок Культурная Посадка, как и вся Орловская область, находится в часовой зоне МСК (московское время). Смещение применяемого времени относительно UTC составляет +3:00.

## Население
| 2002 | 2010 |
| ---- | ---- |
| 232  | ↘222 |

### Национальный состав
Согласно результатам переписи 2002 года, в национальной структуре населения русские составляли 99 % из 232 чел.